# Annika Hocke
Annika Hocke (Berlín, 16 de julio de 2000) es una deportista alemana que compite en patinaje artístico, en la modalidad de parejas. Ganó una medalla de bronce en el Campeonato Europeo de Patinaje Artístico sobre Hielo de 2023.

## Palmarés internacional
| Campeonato Europeo | Campeonato Europeo | Campeonato Europeo | Campeonato Europeo |
| Año                | Lugar              | Medalla            | Categoría          |
| ------------------ | ------------------ | ------------------ | ------------------ |
| 2023               | Espoo (Finlandia)  | Medalla de bronce  | Parejas            |